# The Lights and Buzz
The Lights and Buzz è una canzone dei Jack's Mannequin, pubblicata il 15 novembre 2006 come download musicale esclusivamente attraverso iTunes Store. Nel 2006, la canzone è apparsa come bonus track nella versione giapponese dell'album di debutto dei Jack's Mannequin, Everything in Transit, oltre che nella compilation Super Christmas di Kevin and Bean.
Questa è stata la prima canzone che il frontman Andrew McMahon ha scritto e registrato dopo il trapianto di midollo osseo, avvenuto a causa della diagnosi di leucemia che gli fu effettuata nel tardo 2005. Il testo della canzone è fortemente influenzato dalla sua malattia, influenza che si nota in versi quali "Sto tornando a casa dal mio anno più duro" e "È bello essere vivi". Con un tema piuttosto depresso, un accompagnamento di pianoforte lussureggiante, e apparentemente meno enfasi vocale, la canzone si trova in contrasto, sia musicalmente che a livello tematico, con la crescente atmosfera estiva dell'album del 2005 di McMahon, Everything in Transit.